# بيكا سترانج
بيكا سترانج (بالفنلندية: Pekka Strang)‏ هو ممثل فنلندي، ولد في 23 يوليو 1977 في فنلندا.

## وصلات خارجية
- بيكا سترانج على موقع IMDb (الإنجليزية)
- بيكا سترانج على موقع قاعدة بيانات الأفلام السويدية (السويدية)
- بيكا سترانج على موقع قاعدة بيانات الفيلم (الإنجليزية)